# Barra de torsión

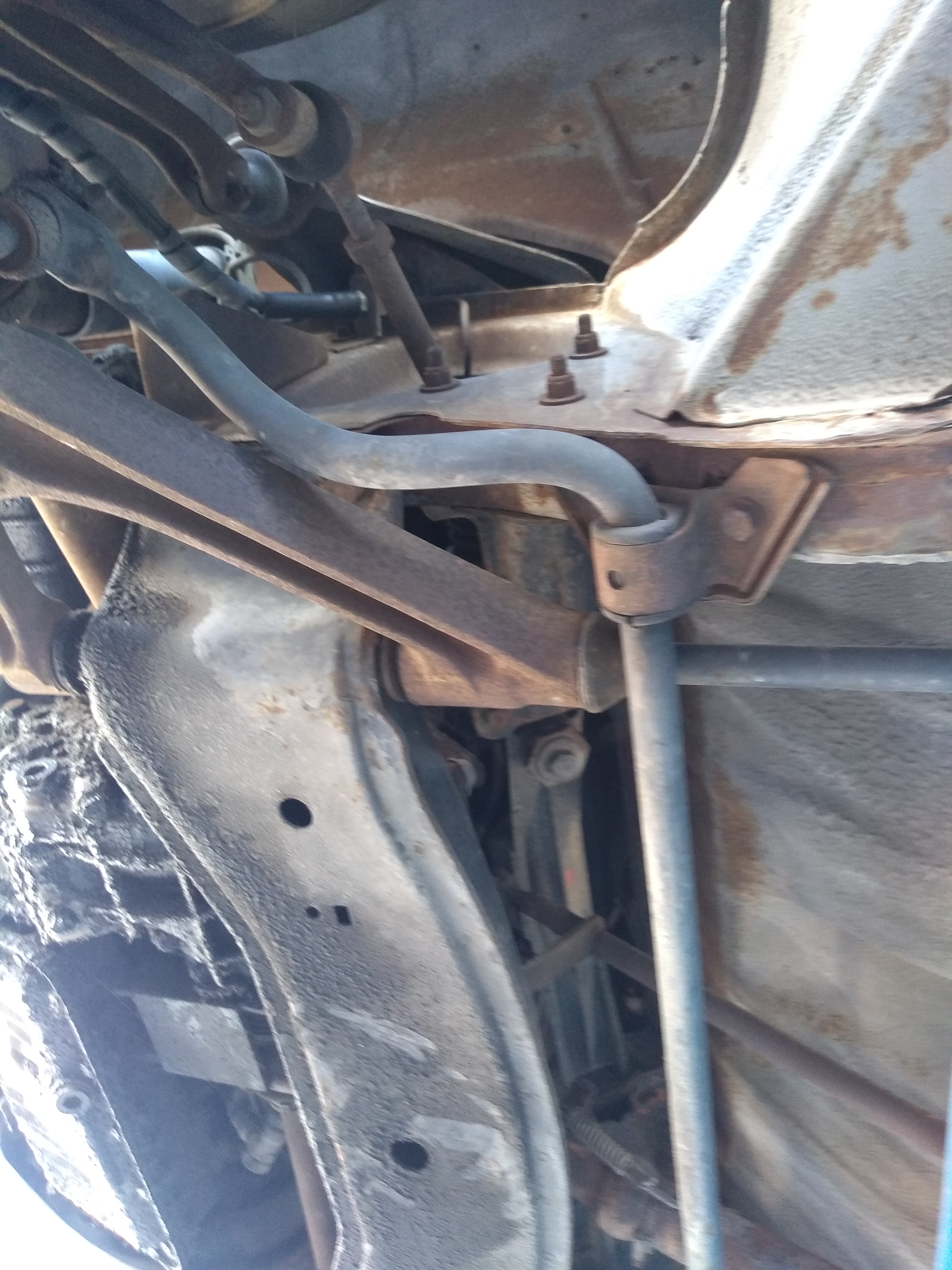
Suspensión delantera de un Simca 1200. Puede apreciarse una barra de torsión longitudinal en "I" que atraviesa el eje de giro del brazo inferior de la suspensión y una barra estabilizadora transversal en "U" fijada al brazo superior

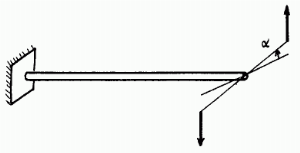
Esquema funcional de la barra de torsión

Una barra de torsión es un tipo de resorte -resorte de torsión- empleado en la suspensión de un automóvil basado en la torsión mecánica de una barra, por lo general de acero. Su funcionamiento se basa en la capacidad torsional del metal, esto es su capacidad para retorcerse sobre su eje longitudinal almacenando energía mecánica que luego es liberada en forma de giro, recuperando su posición original sin deformación permanente. 
Para ello uno de los extremos de la barra está anclado sólidamente al chasis del vehículo, mientras que el otro se fija a un brazo de la suspensión de modo que mediante un mecanismo de manivela, exista una relación de palanca tal que el recorrido íntegro de la suspensión coincida con la torsión deseada de la barra. 
La capacidad elástica de la barra dependerá de su longitud, grosor y del material con el que esté hecha.

## Diferencias con las barras estabilizadoras
Estos dos dispositivos no deben confundirse, pues si bien ambos se basan en la capacidad de torsión mecánica del metal, su función es completamente distinta y hasta cierto punto antagónica. Las barras de torsión acumulan tensión en función de la posición relativa de cada brazo de suspensión respecto de la carrocería (por ejemplo al superar un bache o cargar el coche), por el contrario, la barra estabilizadora lo hace cuando los brazos de suspensión de cada lado de la carrocería se desplazan en sentido contrario, (al inclinarse por efecto de la fuerza centrífuga). 
- Las barras de torsión tienen la función de suspender la carrocería del vehículo para aislarlo de las irregularidades del terreno. Pueden tener forma de "I" e ir acopladas directamente al eje de giro de un brazo, o bien tener forma de "L", en cuyo caso se fijan al propio brazo. En ambos casos la barra actúa como un agente elástico, capaz de almacenar energía mecánica cuando es girado sobre su eje que es devuelta en forma de un movimiento de giro cuando la tensión se libera. Este tipo de resorte fue muy popular por la economía de espacio que supone su disposición en el suelo del vehículo y la ventaja de permitir el ajuste en altura de la suspensión de modo sencillo y económico. Aún hoy es un sistema muy utilizado en carros de combate, habiéndose usado en el siglo pasado también en muchos automóviles, como los Renault 4 o Simca 1100 en ambos trenes, en el tren delantero del Alfa Romeo Alfetta o en el trasero del escarabajo de VW, entre otros.[1] En la actualidad el sistema está desuso porque su volumen condiciona la forma del monocasco de la carrocería y porque su actuación, aunque es progresiva, no es tan fácilmente controlable como con los resortes de compresión -muelles helicoidales- de grosor variable.

La tensión a la que son sometidos los resortes se almacena en forma de energía energía cinética, que es controlada mediante amortiguadores que la transforman en energía calorífica, evitando su violenta liberación en forma de oscilaciones en la carrocería. Las barras de torsión se emplearon habitualmente junto con amortiguadores "de palanca" -lever arm shockers- un tipo de amortiguador que también empleaba un mecanismo de manivela, siendo el Morris Marina el último vehículo de gran serie en utilizar ambos sistemas.
- Las barras estabilizadoras por su parte son mecanismos auxiliares de la suspensión, cuya función no es suspender la carrocería sino impedir su inclinación mediante la transmisión de parte de la fuerza de compresión ejercida por la fuerza centrífuga sobre la rueda exterior a la interior. Tienen la forma aproximada de una letra "U" formada por dos brazos y un eje central, de modo que el movimiento de cada brazo esté ligado al de un brazo de la suspensión, mientras que el eje central no está anclado sólidamente, sino que puede retorcerse libremente sobre sus soportes. Gracias a esta disposición, el eje sufrirá una demanda de torsión sólo cuando los brazos de suspensión se desplacen en sentido contrario -al comprimirse la suspensión del lado exterior y expandirse la del interior-, oponiéndose a la inclinación de la carrocería. A cambio sobre terreno bacheado la suspensión será más incómoda debido a que cada rueda estará afectada por el movimiento de la otra.

Un tipo especial de barra estabilizadora es el eje de torsión, un tipo de suspensión semiindependiente donde se emplea un eje en forma de "U", "C" o "H", en el que el travesaño central del propio eje actúa como barra estabilizadora.